# Zeev Maoz
Zeev Maoz (* 28. Juni 1951) ist ein US-amerikanischer Politikwissenschaftler, der als Professor an der University of California, Davis forscht und lehrt. Sein Fachgebiet ist die Internationale Politik, insbesondere des Nahen Ostens (angloamerikanisch: Middle East). 2008 amtierte er als Präsident der Peace Science Society (International).
Maoz machte 1976 seinen Bachelor-Abschluss und 1978 das Master-Examen in Politikwissenschaft an der Hebräische Universität Jerusalem und wurde 1981 an der University of Michigan zum Ph.D. promoviert. Bevor er 2004 an die University of California nach Davis kam, war er Professor an den israelischen Universitäten in Haifa und Tel Aviv. 1989 wurde er mit dem Karl Deutsch Award der International Studies Association ausgezeichnet.

## Schriften (Auswahl)
- Mit Errol A. Henderson: Scriptures, shrines, scapegoats, and world politics. Religious sources of conflict and cooperation in the modern era. University of Michigan Press, Ann Arbor 2020, ISBN 978-0-472-13174-7.
- Networks of nations. The evolution, structure, and impact of International Networks, 1816–2001.  Cambridge University Press, Cambridge/New York 2011, ISBN 978-0-521-12457-7.
- Defending the Holy Land. A critical analysis of Israel's security & foreign policy. University of Michigan Press, Ann Arbor 2006, ISBN 978-0-472-03341-6.
- Hrsg. mit Azar Gat: War in a Changing World. 3. Auflage. University of Michigan Press, Ann Arbor 2003, ISBN 0-472-11185-X.
- Mit Ben D. Mor: Bound by struggle. The strategic evolution of enduring international rivalries. University of Michigan Press, Ann Arbor 2002, ISBN 0-472-11274-0.
- National choices and international processes.  Cambridge University Press, Cambridge/New York 1990, ISBN 0-521-36595-3.
- Paradoxes of war. On the art of national self-entrapment. Unwin Hyman, Boston 1990, ISBN 0-04-445113-X.